# Kralježnica
Kralježnica, hrptenjača ili kičma  je glavni koštani oslonac trupa nužan za pokretanje, potporu gornjeg trupa i glave, stabilizaciju zdjelice, stav tijela i zaštitu osjetljivih struktura kralježnične moždine. Ona čini temeljni dio kostura te povezuje kosti udova, glave i trupa.
Oblikuju je 33-34 kralješka: 7 vratnih, 12 prsnih, 5 slabinskih, 5 križnih (srasli u križnu kost) i 3-5 trtičnih kralježaka (srasli u trtičnu kost). Koštane elemente vratnih, prsnih i slabinskih kralježaka međusobno odvajaju međukralješnični diskovi.

## Kralježnični zavoji
Intrauterino se kralježnica razvija iz jednog jedinog zavoja u sagitalnoj ravnini, koji je konveksan prema naprijed. U odraslog čovjeka se opisuju četiri zavoja (kurvature). Vratni i slabinski zavoj su konveksni prema naprijed, dok su prsni i križni konveksni prema natrag. Zavoji nastaju opterećivanjem pri stajanju i sjedenju, a u ovisnosti o okoštalosti kralježaka. Prisutni su od 10. mjeseca života, no konačni oblik kralježnica dobije tek nakon puberteta.
Pretjerana zavijenost kralježnice može uzrokovati patološke poremećaje: lordozu (u vratnom i slabinskom zavoju) te kifozu (u prsnom i križnom zavoju). Skolioza je abnormalna zavijenost čitave kralježnice u (najčešće desnu) stranu od medijalne ravnine.

## Pokreti kralježnice u cjelini
Kralježnica je elastični stup čija je gibljivost ograničena svezama. Kretnje se odvijaju u segmentima koje čine međukralješnični diskovi, zglobne plohe i sveze.
- pokreti naprijed-natrag: vratni i slabinski dio
- pokreti u stranu: prsni dio (djelomice vratni i slabinski)
- rotacija: donji zglob glave, vratni i prsni dio (djelomice slabinski)

## Vanjske poveznice
- Kralježnica stranice posvećene kralježnici i zdravlju kralježnice u sklopu kojih se nalazi forum s velikim brojem tema o kralježnici
- Kralježnica, hrptenjača ili kičma u enciklopediji Proleksis